# 659. pehotni polk (Wehrmacht)
Za druge 659. polke glejte 659. polk.
659. pehotni polk (izvirno nemško Infanterie-Regiment 659) je bil eden izmed pehotnih polkov v sestavi redne nemške kopenske vojske med drugo svetovno vojno.

## Zgodovina
Polk je bil ustanovljen 20. marca 1940 kot polk 9. vala kot Landesschützen-Regiment Oberost ter dodeljen 386. pehotni diviziji.
10. julija 1940 je bil ustanovljen 659. stražni bataljon; nato pa je bil 20. avgusta istega leta polk razpuščen in osebje dodeljeno Heimatwachu.